# Li Ogg
Li Ogg (8 novembre 1928 à Séoul - 28 juillet 2001 à Paris) est un historien de la Corée ancienne. Chargé de cours à l'université de Yonsei, (Séoul) et à l'École nationale des langues orientales vivantes à la Sorbonne, lecteur à la Sorbonne. Il est l'un des pionniers des études coréennes en France. De 1973 à 1992, il est directeur de l'Institut d'études coréennes du Collège de France.
En 1977, il est également un membre fondateur de l'Association for Korean Studies in Europe (AKSE) dont il est devenu un membre honoraire.
Fils aîné d'une fratrie de 8 enfants, il est le fils de Yi In (1896-1979), avocat et grand résistant contre l'occupation japonaise en Corée (1910-1945), qui fut aussi ministre de la Justice du premier gouvernement coréen après la Libération.